# 波列斯瓦夫一世 (西里西亞)
波列斯瓦夫一世（波蘭語：Bolesław I，約1127年—1201年12月），弗洛茨瓦夫公爵，瓦迪斯瓦夫二世的長子，屬於皮雅斯特西里西亞系。

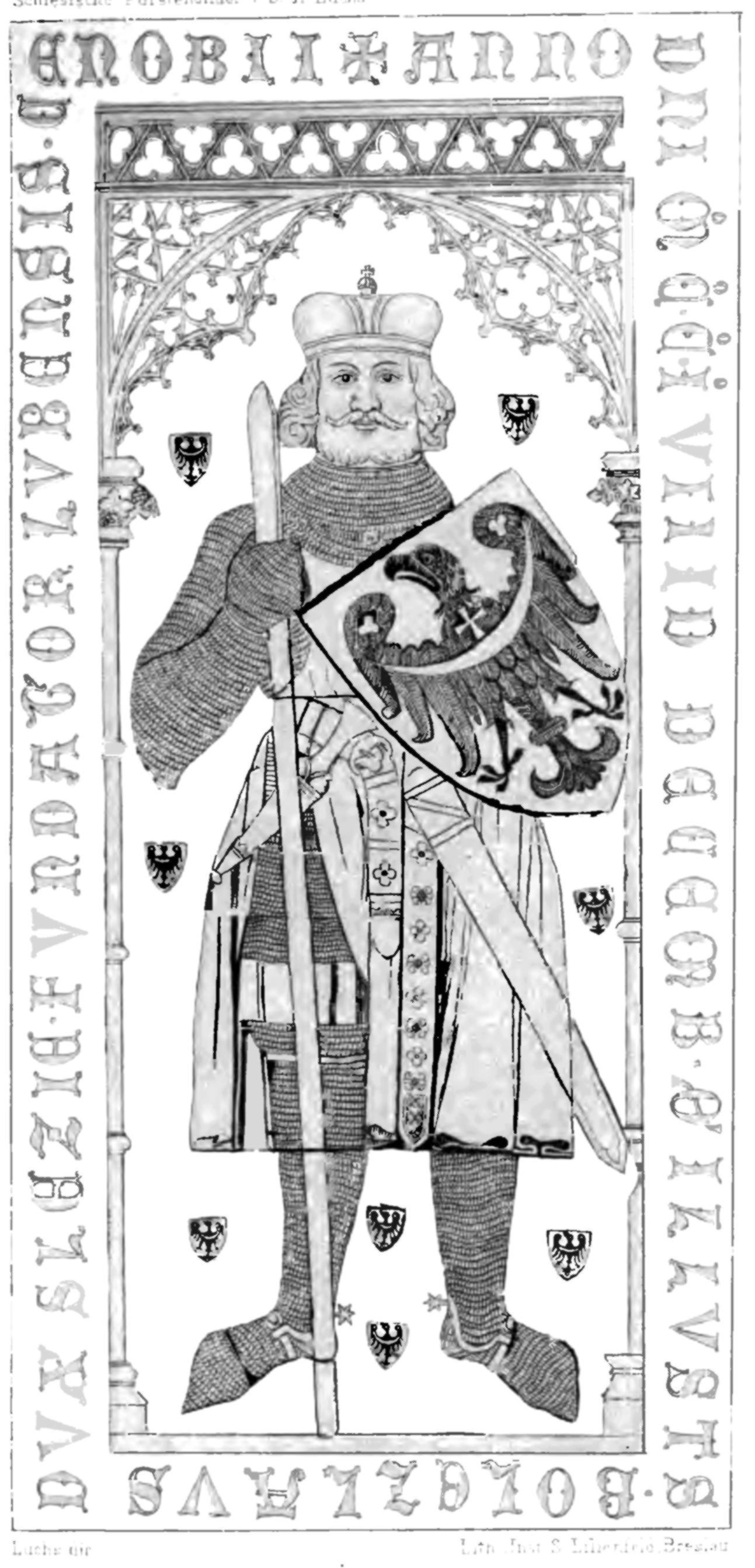

## 家庭
1142年，波列斯瓦夫與基輔大公弗謝沃洛德二世的女兒居妮絲拉瓦結婚，兩人共有1子1女：
1. 雅羅斯瓦夫（英语：Jarosław, Duke of Opole）（1143年—1201年）
2. 奧爾加（約1155年—約1180年）

居妮絲拉瓦於1155年去世。1157年，波列斯瓦夫與克里斯蒂娜結婚，兩人共有1子1女：
1. 阿德萊達（波兰语：Adelajda Zbysława）（約1160年—1213年）
2. 亨里克一世（約1165年—1238年）